# San Isidro (Bohol)
San Isidro is een gemeente in de Filipijnse provincie Bohol op het gelijknamige eiland. Bij de census van 2015 telde de gemeente bijna 9 duizend inwoners.

## Geografie

### Bestuurlijke indeling
San Isidro is onderverdeeld in de volgende 12 barangays:
| - Abehilan - Baunos - Cabanugan - Caimbang - Cambansag - Candungao | - Cansague Norte - Cansague Sur - Causwagan Sur - Masonoy - Poblacion - Baryong Daan |

## Demografie
San Isidro had bij de census van 2015 een inwoneraantal van 8.744 mensen. Dit waren 381 mensen (4,2%) minder dan bij de vorige census van 2010. Ten opzichte van de census van 2000 was het aantal inwoners gedaald met 362 mensen (4,0%). De gemiddelde jaarlijkse groei in die periode kwam daarmee uit op -0,27%, hetgeen afweek van het landelijk jaarlijks gemiddelde over deze periode (1,84%).

De bevolkingsdichtheid van San Isidro was ten tijde van de laatste census, met 8.744 inwoners op 60,04 km², 145,6 mensen per km².
|  |  |